# Gizem Saka
'Gizem Saka (Istanbul, 9 d'abril de 1978) és una pintora i economista turca. Va obrir la seva primera exposició individual a Mont-real, Canadà. Ha participat amb una col·lecció, de les seves pintures, titulada ‘Turquoise Dreams en el 18th Boston Turkish Arts and Culture Festival a Boston, EUA, el 2013. És autora del llibre "Essays in Procrastination, Commitment and Fairness: Thinking about how people can overcome self-control problems; and how past actions affect perceptions of fairness", publicat el 2009.